# João de Deus

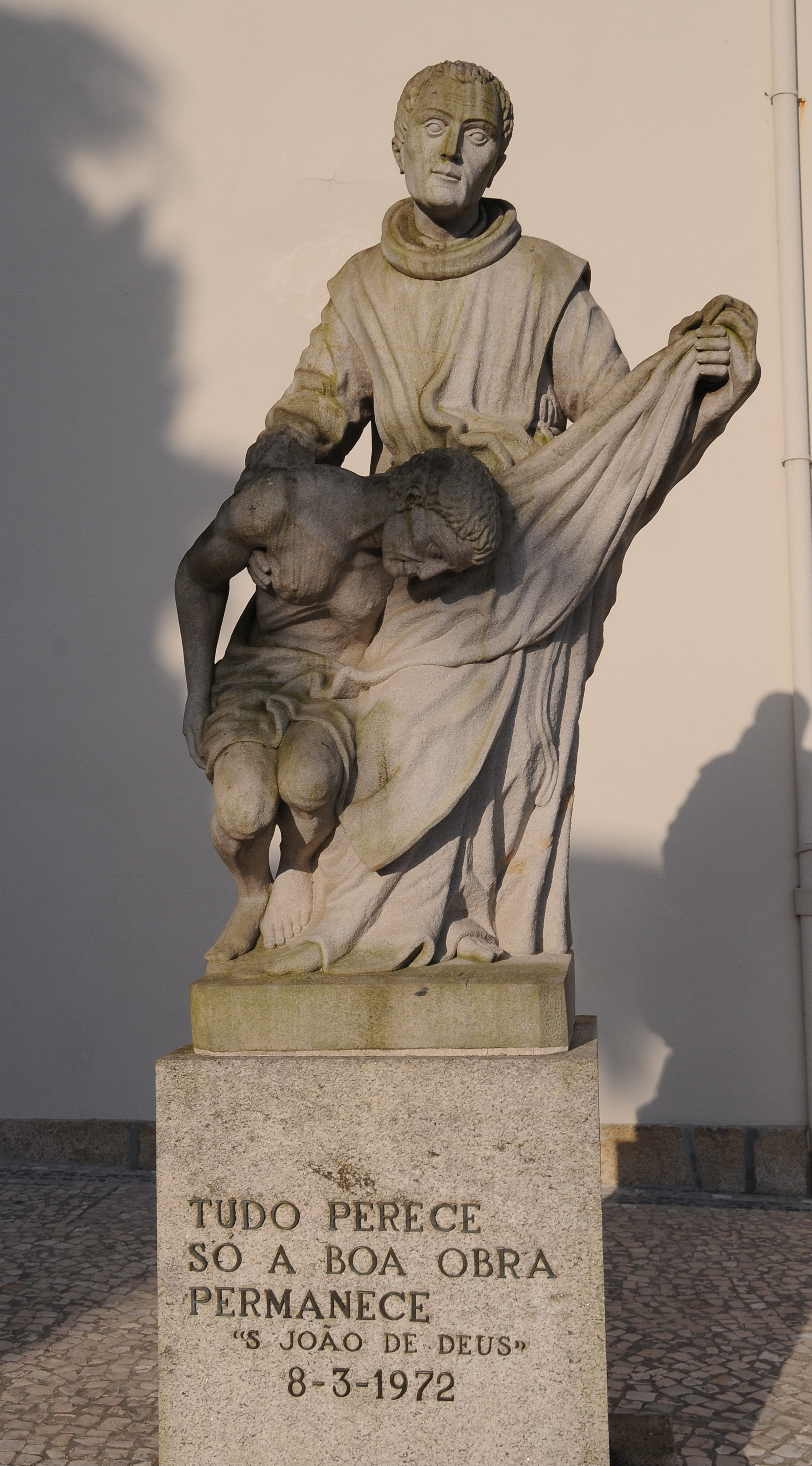
Estátua de São João de Deus em Vilar de Frades, Barcelos, Portugal

São João de Deus, de seu nome João Cidade (Montemor-o-Novo, 8 de março de 1495 – Granada, 8 de março de 1550) foi um religioso católico português e um santo da Igreja Católica Romana que se distinguiu na assistência aos pobres e aos doentes, através de um hospital por ele fundado em Granada, 1539.
Criou a Ordem dos Irmãos Hospitaleiros para o ajudarem nessa missão e noutras extensões que viriam depois a surgir.

## Biografia
João Cidade, filho de André Cidade e de sua mulher Teresa Duarte, saiu de Montemor-o-Novo em Portugal, com oito anos de idade e foi levado por um sacerdote a Oropesa onde foi pastor de ovelhas ao serviço do Maioral. Aos 22 anos alistou-se no exército do Conde da mesma cidade e tomou parte na reconquista de Fuenterrabia, então ocupada pela França. Ao abandonar a vida militar, voltou ao ofício de pastor em Oropesa, passados 4 anos volta à vida militar, decorria o ano de 1532 combate em Viena, retornando para Espanha.
Diz-se que terá feito a peregrinação à Catedral de Santiago de Compostela e que, nessa altura, terá ficado tão impressionado e exaltando o seu espírito religioso, volta para casa, onde recebe a noticia de que seus pais já tinham falecido, encontra seu tio, Afonso Duarte que lhe diz que: sua Mãe, Teresa Duarte, falecera pouco tempo depois da sua partida para Oropesa e seu Pai, André Cidade, viúvo e sem o seu Filho acabou por tomar o habito Franciscano entregando-se assim à vida religiosa vindo a morrer de velhice.
Perante este cenário decide voltar a partir, e assim chegando a  Ceuta trabalha na construção das muralhas da cidade, e decide regressar a Espanha depois de uma crise espiritual, acabando por se  fixar em Granada onde foi vendedor de livros ate a sua conversão.
A sua conversão ocorre em Granada, no dia de festa de São Sebastião quando ouviu os sermões do padre São João de Ávila e aí confessou publicamente todos os erros da sua vida passada e para mais clara demonstração do seu arrependimento, andou percorrendo a cidade ferindo o peito com pedras, e manchando o rosto com lama. Devido ao seu estado lastimoso foi dado como louco e internado no hospital real (hospício), onde permaneceu por algum tempo .
Com um espírito mais sereno, e com a ajuda de São João de Ávila, João Cidade saiu do hospício e foi visitar o Mosteiro de Guadalupe. Voltando de seguida para Granada onde fundou em 1539 um hospital para doenças contagiosas e incuráveis. Daí em diante dedicou-se ao serviço neste hospital. 
Fundou assim a Ordem dos Irmãos Hospitaleiros, a qual foi confirmada, debaixo da regra de Santo Agostinho, pelo Papa Pio V em 1 de Janeiro de 1571.
João Cidade foi Beatificado pelo Papa Urbano VIII em 28 de Outubro de 1630 e canonizado em 16 de Outubro de 1690, pelo Papa Alexandre VIII, sendo no entanto a sua bula expedida após a sua morte, pelo seu sucessor Papa Inocêncio XII
São João de Deus é o Padroeiro dos Hospitais, dos Doentes e dos Enfermeiros. A sua Memória Litúrgica é celebrada a 8 de Março.